# Лепешкино (Владимирская область)
Лепешкино — опустевшая деревня в Вязниковском районе Владимирской области России, входит в состав Сарыевского сельского поселения.

## География
Деревня расположена в 4 км на запад от центра поселения села Сарыево и в 31 км на запад от райцентра города Вязники.

## История
В конце XIX — начале XX века деревня входила в состав Сарыевской волости Вязниковского уезда. В 1859 году в деревне числилось 13 дворов, в 1905 году — 12 дворов, в 1926 году — 12 дворов.
С 1929 года деревня входила в состав Сарыевского сельсовета Вязниковского района, с 2005 года — в составе Сарыевского сельского поселения.

## Население
| 1859 | 1905 | 1926 | 2002 | 2010 | 2021 |
| ---- | ---- | ---- | ---- | ---- | ---- |
| 66   | ↘58  | ↗89  | ↘0   | →0   | →0   |